# Crim
|  | Per a altres significats, vegeu «Crim (desambiguació)». |

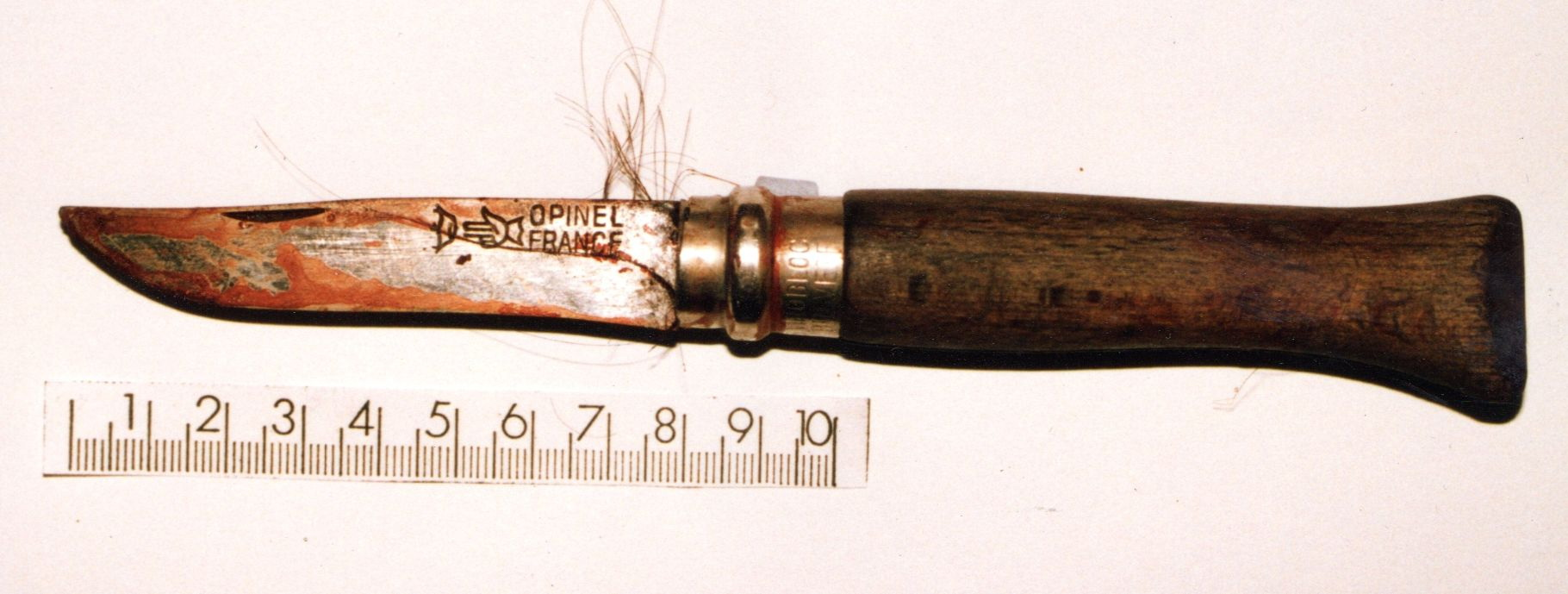
Ganivet Opinel utilitzat per cometre un crim violent

En el camp sociològic, un crim és una violació d'una norma o llei per la qual l'autoritat governamental o, en última instància, la força pot prescriure un càstig. La paraula prové del llatí crimen (genitiu criminis), a partir de l'arrel llatina i grega cern κρινω = "jutjo". Originalment significava "càrrec (en la llei), la culpabilitat, l'acusació".
Amb els canvis institucionals i mecanismes jurídics a la seva disposició, els agents de l'Estat són capaços d'obligar les persones a ajustar-se als codis de conducta i de castigar les que no s'hi ajusten. Diversos mecanismes s'utilitzen per a regular el comportament, incloses les normes codificades en lleis, i aconseguir que les persones compleixin les disposicions legals, siguin mecanismes de tipus policial, polític o pràctic, tots destinats a prevenir la delinqüència. A més, hi ha els recursos i les sancions, tots els quals en conjunt constitueixen un sistema de justícia penal. No totes les violacions de la llei, però, són considerats delictes (per exemple, l'incompliment dels contractes i altres infraccions de la legislació civil).
L'etiqueta de "crim" i l'estigma social que normalment l'acompanya estan reservats per a les activitats que són perjudicials per a la població en general o per a l'Estat, incloent-n'hi alguns que causen greus danys i perjudicis a les persones. L'etiqueta està destinada a afirmar l'hegemonia d'una població dominant o a reflectir un consens de condemna per a un determinat comportament i a justificar un càstig imposat per l'Estat, en el cas que un acusat és jutjat i condemnat d'un crim. En general, l'autor del delicte és una persona natural, però en algunes jurisdiccions, i en la moral d'alguns entorns, les persones jurídiques també tenen la capacitat de cometre delictes.
En el camp del dret, el delicte o crim és definit com una conducta típica, antijurídica, imputable, culpable, sotmesa a una sanció penal i de vegades a condicions objectives de punibilitat. Suposa una infracció del dret penal. És a dir, una acció o omissió tipificada i penada per la llei.
En sentit legal, els codis penals i la doctrina defineixen el "delicte" com tota conducta (acció o omissió) contrària a l'ordenament jurídic de la societat. La doctrina sempre ha retret al legislador que ha d'abstenir-se d'introduir definicions en els codis, perquè és tasca de la dogmàtica. No obstant això, malgrat el que s'ha dit, alguns codis, com ara el Codi Penal d'Espanya (Art. 10), defineixen delicte.
La paraula delicte deriva del verb llatí delinquere, que significa 'abandonar, apartar-se del bon camí, allunyar-se de la sendera assenyalada per la llei'. La definició de delicte ha diferit i difereix encara avui entre escoles criminològiques. Alguna vegada, especialment en la tradició, es va intentar establir a través del concepte de dret natural, creant per tant el delicte natural. Avui aquesta accepció s'ha deixat de costat, i s'accepta més una reducció a certs tipus de comportament que una societat, en un determinat moment, decideix punir.